# جک جونی
جک جِـوْنی (انگلیسی: Jack Jevne؛ ‏ ۲۵ ژانویهٔ ۱۸۹۲ – ۲۵ مهٔ ۱۹۷۲) فیلم‌نامه‌نویس اهل ایالات متحده آمریکا بود.
از فیلم‌هایی که وی در آن‌ها نقش داشته‌است، می‌توان به روابط ما، به‌سوی غرب، تاپر، دختر خانه‌دار، سربازان نیروی هوایی و برگ‌های پاییزی اشاره نمود.